# بابلو بينيلوس كارو
بابلو بينيلوس كارو (بالإسبانية: Pablo Pinillos)‏ (مواليد 9 يوليو 1974 في موريلو دي ريو ليزا - إسبانيا) لاعب كرة قدم إسباني يلعب حاليا لصالح نادي الدرجة الأولى ريسينغ سانتاندر الإسباني منذ 2005 في مركز الظهير الأيمن كما يجيد اللعب في مركز الظهير الأيسر .

## روابط خارجية
- بابلو بينيلوس كارو على موقع قاعدة بيانات كرة القدم.إي يو (الإنجليزية)
- بابلو بينيلوس كارو على موقع Soccerway.com (الإنجليزية)